# Wood Hite

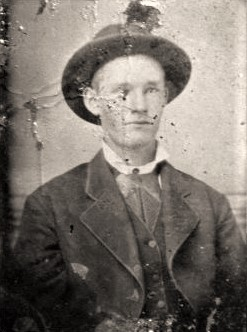
Wood Hite (ca. 1880)

Robert Wodson „Wood“ Hite (* 1850 in Logan County (Kentucky); † 4. Dezember 1881 in Ray County (Missouri)) war ein US-amerikanischer Gesetzloser des Wilden Westens. Er war Cousin des berüchtigten und legendären Bankräubers Jesse James und nahm als Mitglied der James-Younger-Bande an mehreren Bankrauben teil. Er wurde während einer Auseinandersetzung mit Dick Liddil, einem anderen Mitglied der James-Younger-Bande, vom anwesenden, aber nicht in den Streit verwickelten Robert Ford erschossen.

## Biografie
Geboren wurde Hite 1850 in Logan im Bundesstaat Kentucky. Seine Mutter Nancy Gardner Hite war die Schwester von Robert Sallee James, der wiederum der Vater von Frank und Jesse James war, was Hite zu einem Cousin ersten Grades zu den James-Brüdern machte. Im Sezessionskrieg kämpfte Hite für die Konföderierten, allerdings war er kein Soldat, sondern gehörte zur Bande von Bloody Bill Anderson, einer Guerillatruppe, die für besonders grausame und brutale Überfälle auf Unionstruppen bekannt waren.
Irgendwann zwischen 1876 und 1879 wurde Hite von Jesse James für dessen Bande rekrutiert und partizipierte an diversen Banküberfällen. 1881 wurde er verhaftet, nachdem er einen Afroamerikaner namens John Tabor nach einem Streit erschoss. Allerdings konnte er wenig später aus dem Gefängnis fliehen, weil er einen der Wärter mit 100 Dollar bestochen hatte.
Am 4. Dezember 1881 wurde Wood Hite von Robert Ford erschossen, vorausgegangen war ein Streit zwischen Hite und Dick Liddil. Die drei Bandenmitglieder hielten sich in Ray County im Hause von Robert Fords verwitweter Schwester Martha Bolton auf und sowohl Hite als auch Liddil warben um Martha, daraus entstand eine Auseinandersetzung, die in einer Schießerei endete. Während der Schießerei zog Robert Ford seinen Revolver und schoss Hite ein Mal in den Kopf. Dieser war nicht sofort tot, verstarb aber 15 Minuten später noch an Ort und Stelle. Hites Leichnam wurde anschließend von Robert Ford und seinem Bruder Charley an einem bis heute unbekannten Ort begraben.

## Rezeption
Wood Hite wurde 2007 in dem Film Die Ermordung des Jesse James durch den Feigling Robert Ford von Jeremy Renner dargestellt. Die Ermordung Hites wird hier wahrheitsgetreu wiedergegeben.